# Třebsko
Třebsko (en allemand : Trebsko) est une commune du district de Příbram, dans la région de Bohême-Centrale, en République tchèque. Sa population s'élevait à 285 habitants en 2020.

## Géographie
Třebsko se trouve à 8 km à l'est-nord-est de Rožmitál pod Třemšínem, à 8 km au sud-sud-ouest de Příbram et à 61 km au sud-ouest de Prague.
La commune est limitée par Vysoká u Příbramě et Narysov au nord, par Příbram et Milín à l'est, par Tochovice au sud, et par Modřovice à l'ouest.

## Histoire
La première mention écrite de la localité date de 1352.

## Transports
Par la route, Třebsko se trouve à 9 km de Příbram et à 69 km de Prague.